# Esteve Orriols i Sendra
Esteve Orriols i Sendra (Vilanova i la Geltrú, 25 de juliol de 1953 - 7 de gener de 2016) fou un advocat i polític català.

## Biografia
Llicenciat en dret per la Universitat de Barcelona, era membre del Col·legi de Procuradors dels Tribunals de Barcelona. Col·laborava habitualment en la premsa local i comarcal de Vilanova i la Geltrú i del Garraf.
Va ser membre dels Minyons Escoltes. Era membre de la Unió Vilanovina dels Cors de Clavé, soci del Foment Vilanoví i de la Confraria del Sant Crist de la Geltrú, casteller i membre de la Junta dels Bordegassos de Vilanova. Era un dels membres fundadors de l'Associació de Veïns de la Geltrú. Exjugador d'hoquei sobre patins del Club Patí Vilanova, va ser campió infantil d'Espanya amb el club i fundador del Trofeu Primavera. Fou soci del Club de Futbol Vilanova i la Geltrú.
Membre d'Òmnium Cultural i d'Amnistia Internacional. Va participar en l'Assemblea Democràtica de Vilanova (1971) i en el Congrés de Cultura Catalana. Responsable del Grup d'Estudiants de l'Assemblea de Catalunya. Afiliat el 1970 al Partit Socialista d'Alliberament Nacional (PSAN), el 1972 va ingressar en el Moviment Socialista de Catalunya (MSC) i el 1977 es passà a Convergència Democràtica de Catalunya (CDC).
Regidor des del 1979 de l'Ajuntament de Vilanova i la Geltrú, en va ser alcalde entre 1992 i 1999, exceptuant el període 1993-1994 per l'acord d'alternança en el poder amb Iniciativa per Catalunya (IC). També va ser membre del Consell comarcal del Garraf (1983-1991). Diputat provincial a la Diputació de Barcelona del 1979 al 1983, en va integrar la Comissió de Govern (1980-1983). També va ser /diputat per Convergència i Unió a les eleccions al Parlament de Catalunya de 1984, 1988, 1992, 1995, 1999, 2003, 2006. Va ser president de la Comissió de Benestar Social del Parlament de Catalunya fins al 2008 quan va ser nomenat membre del Consell de l'Audiovisual de Catalunya.
Va morir la matinada del 7 de gener del 2016 a causa d'una greu malaltia.